# كيفن تشامبرلين
كيفن تشامبرلين (بالإنجليزية: Kevin Chamberlin)‏ مواليد 25 نوفمبر 1963 في بالتيمور، الولايات المتحدة، هو ممثل أمريكي بدأ مسيرته الفنية سنة 1992.

## الأعمال
- موت قاسي مع انتقام
- الطريق إلى الهلاك
- رقم الحظ سليفين
- جيسي
- بوسشن
- غرايس وفرانكي

## الجوائز
| السنة | الجائزة                  | الفئة                                       | النتيجة |
| ----- | ------------------------ | ------------------------------------------- | ------- |
| 2000  | جائزة توني               | أفضل ممثل في مسرحية                         | رُشِّح     |
| 2000  | جائزة دراما ديسك         | جائزة دراما ديسك لـ أفضل ممثل في مسرحية     | رُشِّح     |
| 2001  | جائزة توني               | أفضل ممثل في عمل موسيقي                     | رُشِّح     |
| 2001  | جائزة دراما ديسك         | جائزة دراما ديسك لـ أفضل ممثل في عمل موسيقي | رُشِّح     |
| 2010  | جائزة توني               | أفضل ممثل في عمل موسيقي                     | رُشِّح     |
| 2010  | جائزة دراما ديسك         | جائزة دراما ديسك لـ أفضل ممثل في عمل موسيقي | رُشِّح     |
| 2010  | جائزة أوتر كريتيكس سيركل | أفضل ممثل في عمل موسيقي                     | رُشِّح     |

## روابط خارجية
- كيفن تشامبرلين على موقع IMDb (الإنجليزية)
- كيفن تشامبرلين على موقع ألو سيني (الفرنسية)
- كيفن تشامبرلين على موقع أول موفي (الإنجليزية)
- كيفن تشامبرلين على موقع قاعدة بيانات برودواي على الإنترنت (الإنجليزية)
- كيفن تشامبرلين على موقع قاعدة بيانات الأفلام السويدية (السويدية)
- كيفن تشامبرلين على موقع إن إن دي بي (الإنجليزية)
- كيفن تشامبرلين على موقع قاعدة بيانات الفيلم (الإنجليزية)
- كيفن تشامبرلين على موقع كينوبويسك (الروسية)